# Lesbia (ave)
 Lesbia  es un género de aves apodiformes de la familia Trochilidae (los colibríes), que agrupa a apenas dos especies nativas de América del Sur, cuyas áreas de distribución a lo largo de la cordillera de los Andes se encuentran entre el norte de Colombia y el noroeste de Bolivia. A sus miembros se les conoce por el nombre común de colibríes colilargos y también cometas, colibríes coludos o colacintillos.

## Características
Los dos colibríes de este género son únicos con sus largas colas ahorquilladas de color morado negruzcas, los machos miden 25 y 16 cm de longitud, de color mayormente verde bronceado brillante con un babero oscuro resplandeciente, y las hembras, de colas más corta miden 15 y 11 cm. con las partes inferiores blancas y ante manchadas de verde.

## Taxonomía
El género Lesbia fue propuesto por el ornitólogo francés René Primevère Lesson en 1832 y la especie tipo subsecuentemente designada fue Ornismya nuna, actualmente Lesbia nuna.

### Etimología
El nombre genérico femenino «Lesbia» proviene del griego «lesbias» que significa ‘mujer de Lesbos’.

## Lista de especies
Según las clasificaciones del Congreso Ornitológico Internacional (IOC) y Clements Checklist/eBird, el género agrupa a las siguientes especies con el respectivo nombre popular de acuerdo con la Sociedad Española de Ornitología (SEO):
| Imagen | Nombre científico | Autor                      | Nombre común            | Estado de conservación | Distribución |
| ------ | ----------------- | -------------------------- | ----------------------- | ---------------------- | ------------ |
|        | Lesbia victoriae  | (Bourcier & Mulsant, 1846) | colibrí colilargo mayor | LC                     |              |
|        | Lesbia nuna       | (Lesson, 1832)             | colibrí colilargo menor | LC                     |              |